# Fijulj
Fijulj (en serbe cyrillique : Фијуљ) est un village de Serbie situé dans la municipalité de Sjenica, district de Zlatibor. Au recensement de 2011, il comptait 108 habitants.

## Démographie
| 1948 | 1953 | 1961 | 1971 | 1981 | 1991 | 2002 | 2011 |
| ---- | ---- | ---- | ---- | ---- | ---- | ---- | ---- |
| 201  | 228  | 187  | 163  | 150  | 127  | 103  | 108  |

|  |